# Xã Cumberland, Quận Greene, Pennsylvania
Xã Cumberland (tiếng Anh: Cumberland Township) là một xã thuộc quận Greene, tiểu bang Pennsylvania, Hoa Kỳ. Năm 2010, dân số của xã này là 6.623 người.